# Quận Suwannee, Florida
Quận Suwannee là một quận thuộc tiểu bang Florida, Hoa Kỳ. Quận lỵ đóng ở Live Oak6. 
Dân số theo điều tra năm 2010 của Cục điều tra dân số Hoa Kỳ là 41551 người.

## Địa lý
Theo Cục điều tra dân số Hoa Kỳ, quận này có diện tích 1790 km2, trong đó có 9,6 km2 là diện tích mặt nước.